# Senis
Senis (en sard, Senis) és un municipi italià, dins de la província d'Oristany. L'any 2007 tenia 576 habitants. Es troba a la regió de Marmilla. Limita amb els municipis d'Assolo, Asuni, Laconi, Nureci i Villa Sant'Antonio.

## Administració
| Període | Identitat     | Partit        |
| ------- | ------------- | ------------- |
| 2005-   | Salvatore Soi | Llista cívica |